# The Boy Who Knew Too Much
The Boy Who Knew Too Much är ett album med och av Mika. Albumet släpptes den 21 september 2009.

## Låtlista
1. We Are Golden
2. Blame It on the Girls
3. Rain
4. Dr John
5. I See You
6. Blue Eyes
7. Good Gone Girl
8. Touches You
9. By the Time
10. One Foot Boy
11. Toy Boy
12. Pick Up Off The Floor
13. Lady Jane (bonuslåt endast på iTunes)
14. Lover Boy (bonuslåt endast på Deluxe Edition-versionen)

## Singlar
- We Are Golden
- Blame It on the Girls
- Rain

### Fotnoter
1. ↑  Allen, Matt (1 June 2009). "Exclusive: Mika's Second Coming Arkiverad 18 maj 2009 hämtat från the Wayback Machine.", Q Magazine. Läst 12 juli 2009.
2. ↑  Phares, Heather (22 september 2009). ”The Boy Who Knew Too Much > Overview”. allmusic. https://www.allmusic.com/album/the-boy-who-knew-too-much-mw0000829239. Läst 27 september 2009.